# Хаммам князя Милоша в Белграде
Хаммам князя Милоша в Белграде (серб. Амам кнеза Милоша у Београду), сооруженный в 1836 году. Признан памятником культуры в 1948 году.

## История и архитектура
Хаммам князя Милоша был построен во время правления самого князя, как небольшой придворный хаммам. Несмотря на то, что строили его в период вновь созданного сербского государства, хаммам был построен согласно принципам строительства турецкой архитектуры, то есть турецкой бани. Изначально он являлся составной частью тогдашнего дворцового комплекса сыновей князя Милана и Михаила Обреновича. Комплекс впоследствии использовали для целей размещения Министерства финансов. Из всего комплекса на настоящего времени сохранился только хаммам, одноэтажное здание с выступающей комнатой с очагом.
Предполагается, что здание было построено по замыслу Хаджи-Николы Живковича, «придворного» зодчего князя Милоша, который является автором важнейших зданий Белграда того времени — Резиденция князя Милоша в Топчидере и Резиденция княгини Любицы.
Здание задумано как автономное сооружение прямоугольной формы. Несмотря на свои небольшие размеры, оно имеет все элементы хаммама — фонтан (зал ожидания и раздевальня), капалык (помещение для отдыха), халват (помещение для купания), хазну (резервуар для воды) и чулхан (топка). Главное помещение, используемое для купания и отдыха, имеет свод в виде неглубокого купола, выполненного концентрической кирпичной кладкой. Отдельной деталью купола и сводов являются фонари, покрытые стеклянными «пузырями».
В настоящее время хаммам князя Милоша используется в качестве предприятия гостеприимства. Многочисленными переделками, выполненными в самом здании, а также в его непосредственном окружении, в большой степени он лишился аутентичности хаммама.